# تشاك كيم
تشاك كيم (بالإنجليزية: Chuck Kim)‏ هو لاعب كرة قدم أمريكي في مركز الوسط، ولد في 25 يناير 1984.